# 押壽司

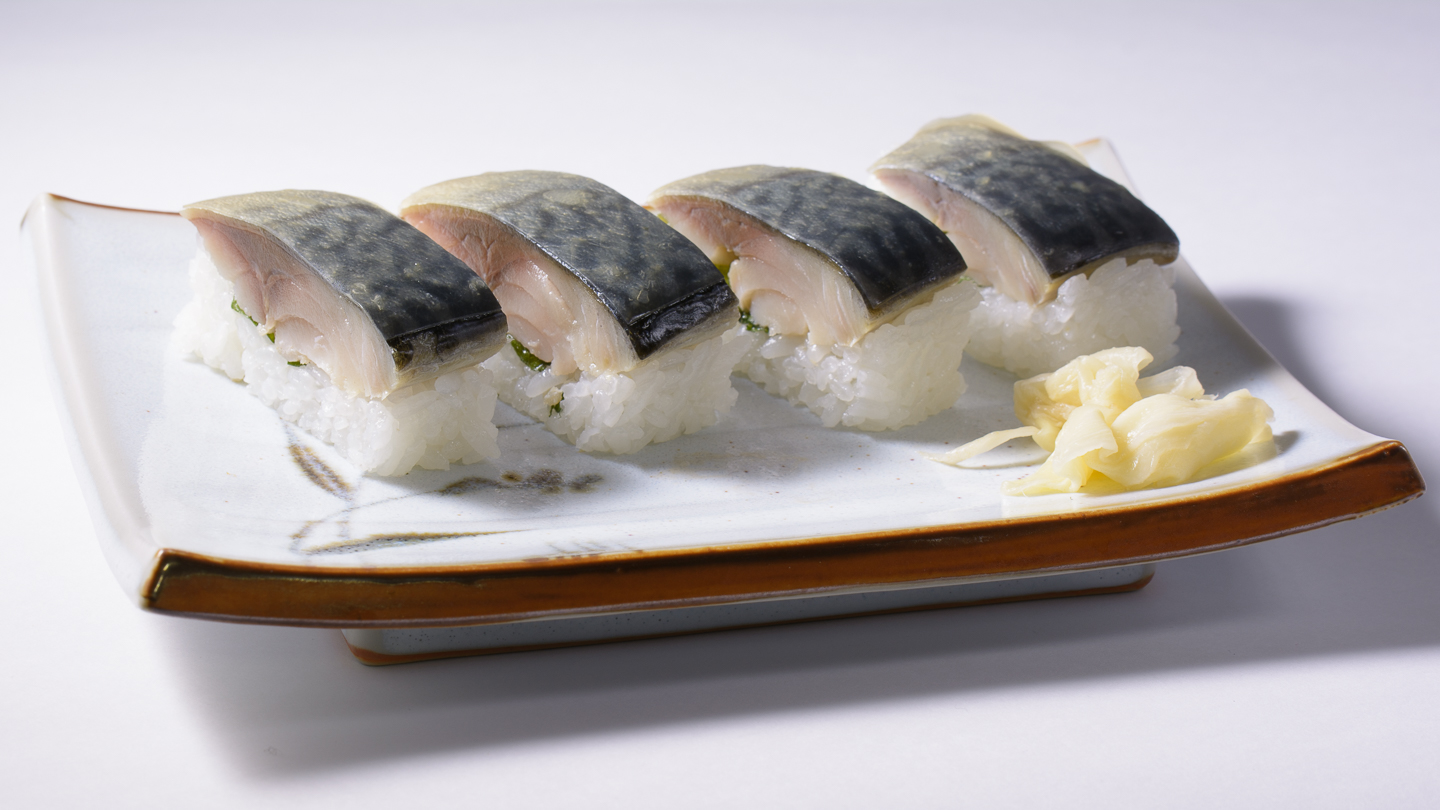
押壽司

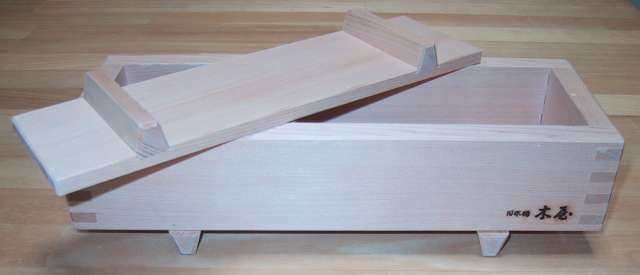
製作押壽司所使用的小木箱

押壽司，（又名：箱壽司），最早出現於大阪，主要流行於日本關西地區，據說是壽司的雛形。

## 製作方法
壽司師傅會將米飯及生魚片放進長型的小木箱（押箱）之中，輕微用力擠壓，然後用刀將之切成麻將大小的方塊供食客享用。
日本奈良地區會用柿葉來取代押箱，利用柿葉本身具備的抗氧化功能和抗菌功能來製作柿葉壽司，富山地區特產的鱒魚壽司是使用竹葉包裹，利用竹葉本身殺菌效果與竹葉清香來為壽司提味。
在日本有少數壽司店為了沒辦法接受嗆辣山葵味道的客人，也會將較容易有腥味的食材用山葵葉包覆作成押壽司，運用山葵葉的味道來消除食材的腥味。

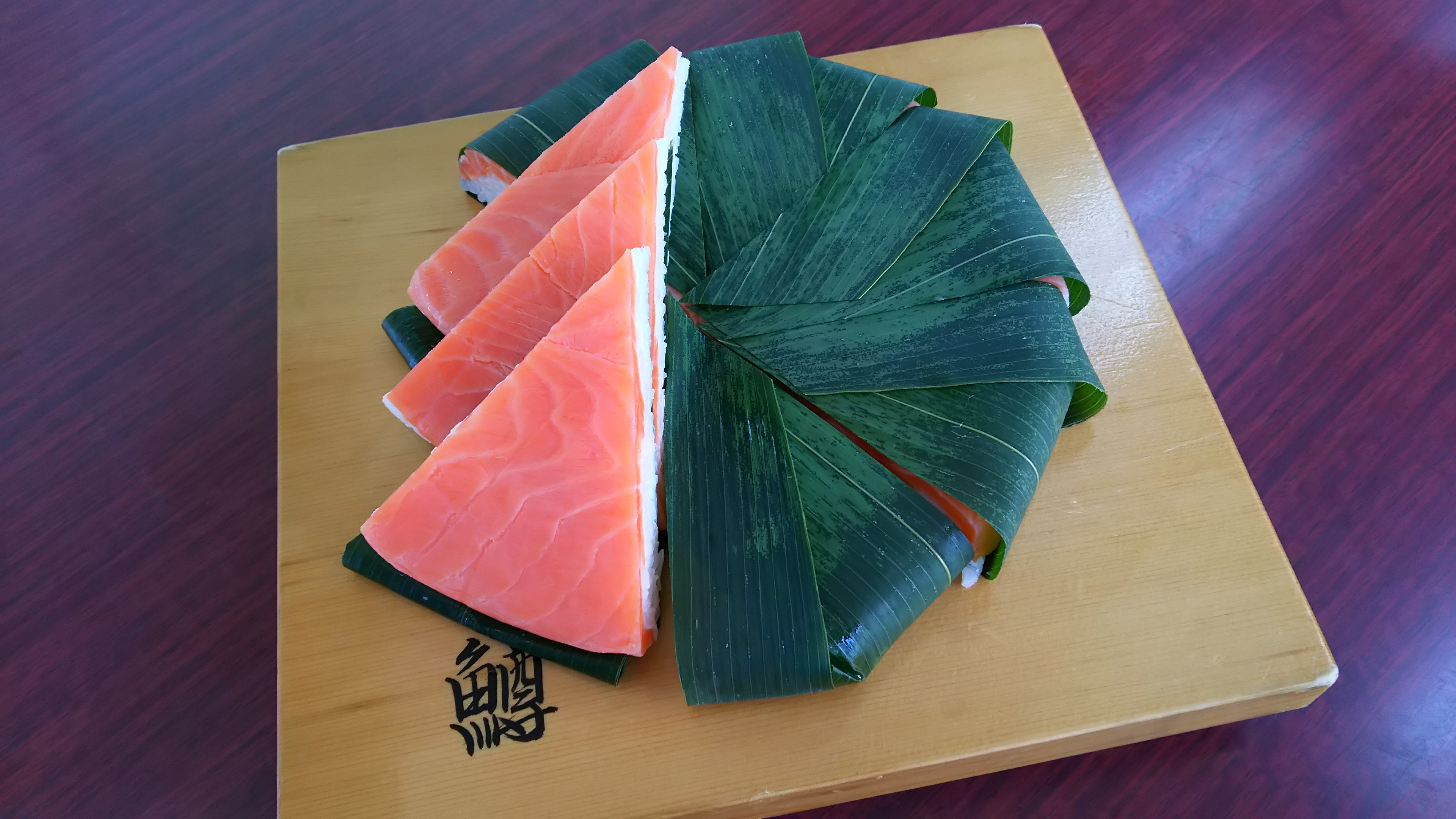
富山的鱒魚壽司
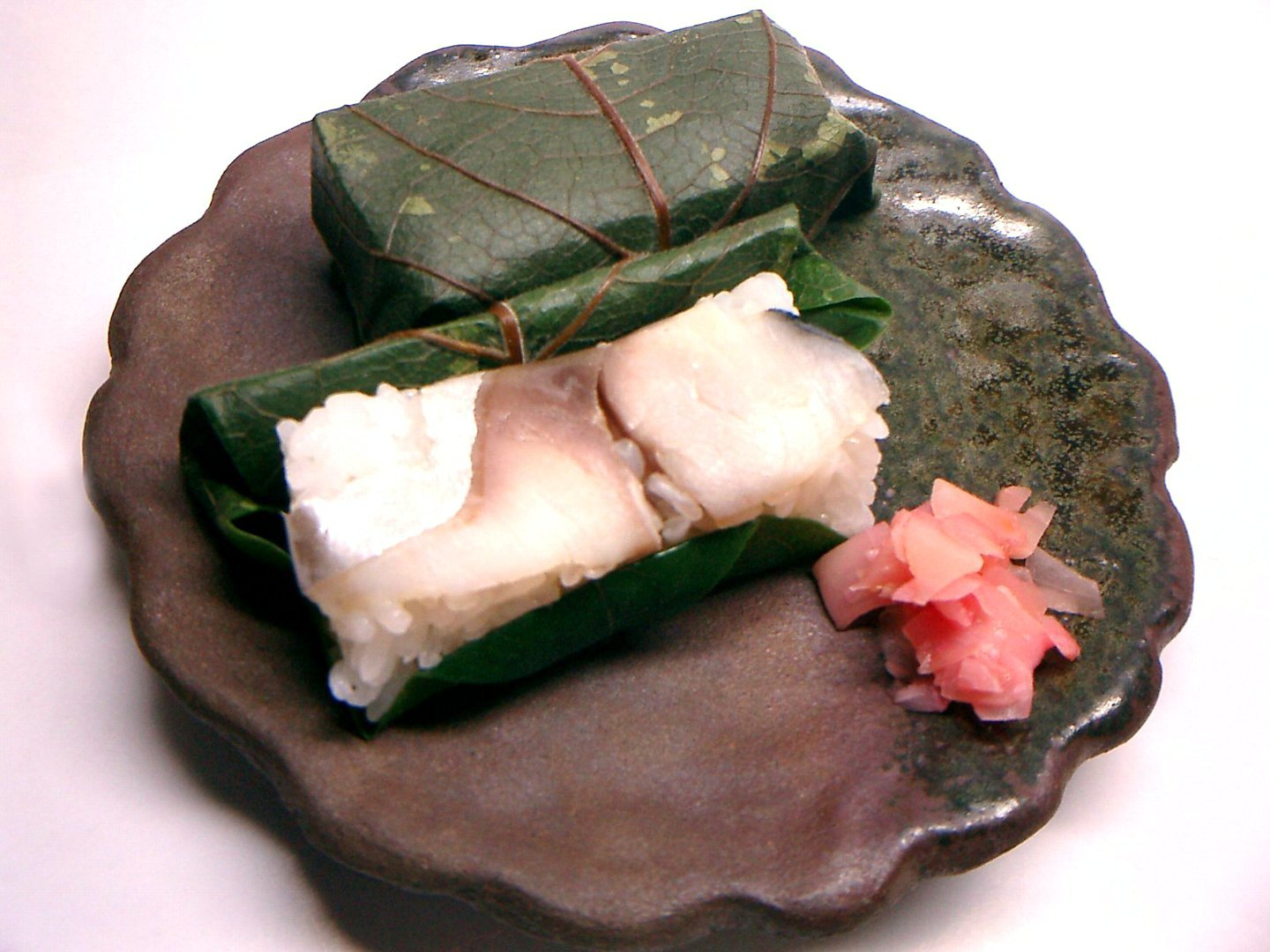
柿葉壽司